# ارزیابی چرخه عمر

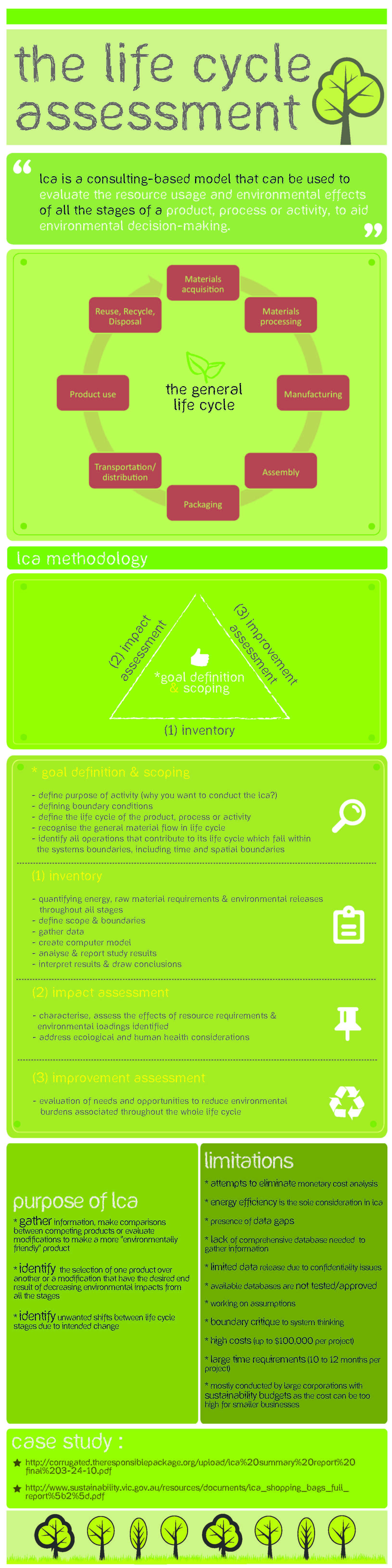
ارزیابی چرخه عمر

ارزیابی چرخه عمر (LCA, که تحت عنوان آنالیز چرخه عمر, تعادل اکولوژیکی , و همچنین آنالیز گهواره تا گور خوانده می‌شود) روشی است که برای ارزیابی تأثیرات زیست‌محیطی همراه با تمامی مراحل گوناگون زندگی محصول از گهواره تا گور استفاده می‌شود (از استخراج مواد خام تا فرآوری مواد، تولید، توزیع، کاربرد، تعمیر و نگهداری و همچنین دفع و بازیافت). LCA می‌تواند به اجتناب از ارائه دیدگاه‌های محدود و نامحدود در رابطه با نگرانی‌های زیست‌محیطی به صورت زیر کمک کند:
- توجه به مسائل مربوط به انرژی‌های مرتبط و همچنین نهاده‌های ماده و رهاسازی زیست‌محیطی
- ارزیابی تأثیرات بالقوه همراه با نهاده‌های مشخص شده و رهاسازی آن‌ها
- تفسیر نتایج برای کمک به اتخاذ تصمیمات آگاهانه‌تر[۲]

## اهداف
اهداف LCA مقایسه محدوده کاملی از تأثیرات زیست‌محیطی مرتبط با محصولات و خدمات و کمی سازی تمامی نهاده‌ها و خروجی‌های جریان مواد و ارزیابی این مسئله است که چگونه جریان این مواد می‌تواند بر محیط تأثیر گذارد.
این اطلاعات برای بهبود فرایندها، پشتیبانی از سیاست‌ها و ارائه مبانی مناسب برای اتخاذ تصمیمات آگاهانه ارائه شده‌است.
عبارت چرخه عمر نشان دهنده این مسئله است که یک ارزیابی آگاهانه و کل نگر نیازمند ارزیابی تولید مواد خام، توزیع، کاربرد و دفع و دورریز می‌باشد که در آن تمامی مراحل جابجایی ضروری یا ایجاد شده به دلیل وجود محصولات مورد توجه قرار گرفته‌است.
دو مورد از منابع اصلی LCA وجود دارد. LCA نسبت دادنی تلاش می‌نماید تا محدودیت‌های همراه با تولید و کاربرد یک محصول را بررسی نماید یا محدودیت‌های همراه با یک خدمات یا فرایند ویژه را مشخص می‌نماید و در نقطه‌ای از زمان انجام می‌گیرد (معمولاً همین اواخر) LCA نتیجه گرا تلاش می‌نماید تا نتایج زیست‌محیطی یک تصمیم را ارائه داده یا تغییراتی را در سیستم مورد بررسی پیشنهاد دهد. «جهت‌گیری برای آینده» بدین معناست که مسائل بازار و اقتصادی یک تصمیم خاص باید مورد توجه قرار گیرند. LCA اجتماعی، به عنوان یک رویکرد متفاوت برای تفکر چرخه عمر در حال توسعه است که هدف آن ارزیابی مسائل اجتماعی یا مسائل و مشکلات بالقوه می‌باشد.LCA اجتماعی را می‌توان به عنوان رویکردی در نظر گرفت که مکمل LCA زیست‌محیطی می‌باشد.
فرایند ارزیابی چرخه عمر بخشی از استانداردهای مدیریت زیست‌محیطی ایزو ۱۴۰۰۰ می‌باشد: در ایزو ۱۴۰۴۰:۲۰۰۶ و ۱۴۰۴۴:۲۰۰۶ (ایزو ۱۴۰۴۴ جایگزین نسخه‌های قدیمی تر ایزو ۱۴۰۴۱ تا ایزو ۱۴۰۴۳ شده‌است)، ارزیابی چرخه عمر محصول پروتکل GHG باید تمامی استانداردهایی مانند PAS 2050 و همچنین استاندارد گزارش و حسابداری چرخه عمر پروتکل GHG صورت گیرد.

## چهار مورد از مراحل اصلی

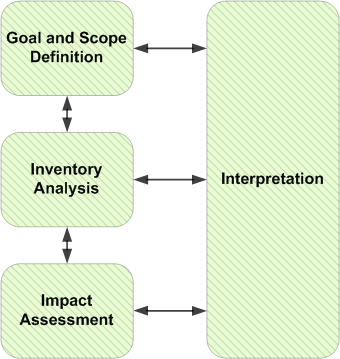
تصویرسازی از مراحل LCA

بر مبنای استانداردهای ایزو ۱۴۰۴۰ و ۱۴۰۴۴، ارزیابی چرخه عمر در چهار مرحله جداگانه ارائه شده‌است که در شکل نشان داده شده‌است. مراحل گوناگون اغلب از این جهت با یکدیگر ارتباط متقابل دارند که نتایج یک مرحله می‌تواند مشخص کند که چگونه مراحل دیگر تکمیل می‌شوند.

### هدف
یک LCA، با بیان آشکار و صریح اهداف تحقیق آغاز می‌گردد که نشان دهنده زمینه‌های تحقیق بوده و توضیح می‌دهد که چگونه و برای چه کسی نتایج مورد توجه قرار گرفته و استفاده می‌شوند. این مورد یک گام کلیدی بوده و استانداردهای ایزو ملزم می‌سازند که هدف LCA باید به خوبی به وضوح تعریف شده و هماهنگ با کاربردهای مورد نظر باشد. بدین ترتیب مستندات هدف شامل جزئیات فنی می‌باشد که برای تحقیقات بعدی حالت راهنما دارد:
- واحد کارکردی که نشان می‌دهد دقیقاً چه عواملی مورد بررسی قرار گرفته‌اند نشان دهنده خدمات ارائه شده توسط سیستم تولید می‌باشد و به این مسئله ارجاع می‌دهد که کدام نهاده و خروجی با یکدیگر مرتبط هستند. به علاوه واحد کارکردی به عنوان مبنای حائز اهمیتی مطرح است که سبب می‌شود کالاها یا خدمات جایگزین مقایسه و آنالیز شوند.[۱۰]
- محدودیت‌های سیستم؛
- فرضیه‌ها و محدودیت‌ها؛
- روش‌های اختصاص مورد استفاده برای تقسیم‌بندی و اختصاص بار زیست‌محیطی یک فرایند هنگامی که چندین مورد از محصولات یا کارکردهای گوناگون یک فرایند مشابه را به اشتراک می‌گذارند؛
- طبقه‌بندی‌های تأثیر انتخابی.

### موجودی چرخه عمر

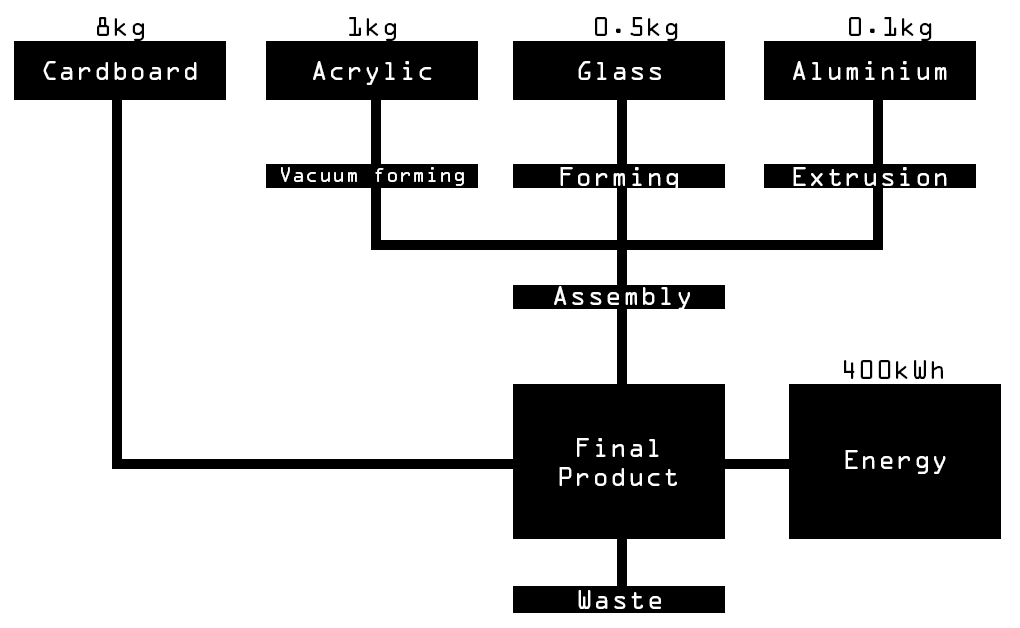
ین یک نمونه از نمودار موجودی چرخه زندگی (LCI) است

آنالیز موجودی چرخه عمر شامل ایجاد موجودی جریان از طبیعت تا طبیعت برای یک سیستم تولید می‌باشد. جریان موجودی شامل نهاده‌های آب، انرژی و مواد خام و رهاسازی به هوا، زمین و آب می‌باشد. برای توسعه موجودی، جریان سیستم فنی با استفاده از داده‌ها در زمینه نهاده‌ها و خروجی ایجاد شده‌است. مدل جریان معمولاً با نمودار جریان توضیح داده شده‌است که شامل کارکردهای گوناگونی است که در زنجیره پشتیبان مرتبط ارزیابی شده و تصویر آشکار و صریحی از محدودیت‌های فنی سیستم ارائه می‌دهد. تعداد نهاده و خروجی مورد نیاز برای ساخت مدل، برای تمامی فعالیت‌ها در محدوده سیستم جمع‌آوری شده‌است که شامل زنجیره پشتیبان می‌باشد (به عنوان نهاده حاصل از محدوده فنی در نظر گرفته می‌شود). داده‌ها باید با واحد کارکردی مرتبط باشند که در تعریف اهداف عنوان شده‌است. داده‌ها را می‌توان به صورت جداول ارائه داده و برخی از تفاسیر در این مرحله انجام می‌شوند. نتایج موجودی یک LCI می‌باشد که می‌تواند اطلاعاتی را در رابطه با تمامی نهاده‌ها و خروجی‌ها به شکل جریان اولیه به محیط و از آن از تمامی فرایندهای واحد موجود در تحقیق حاصل نماید.
جریان موجودی را می‌توان به صدها مورد تقسیم نمود که بستگی به محدوده سیستم دارد. برای LCA محصول در سطح عمومی (میانگین صنایع نمونه) یا سطح ویژه نام تجاری، این داده‌ها اغلب از طریق پرسشنامه تحقیق جمع‌آوری می‌شوند. در سطح صنعتی، بذل مراقبت‌های لازم برای تضمین این مسئله ضرورت دارد که پرسشنامه‌ها توسط یک نمونه مناسب از تولیدکنندگان پر شده‌اند و فراگیری را در رابطه با هیچ‌کدام از بهترین و بدترین موارد نشان نمی‌دهد و به‌طور کامل نشان دهنده تفاوت‌های منطقه‌ای به دلیل کاربرد انرژی، استفاده از منابع و مواد یا عوامل دیگر می‌باشد. پرسشنامه‌ها، محدوده کاملی از نهاده‌ها و خروجی‌ها را پوشش می‌دهند که معمولاً احتساب ۹۹٪ توده محصول، ۹۹٪ انرژی مورد استفاده در تولید و همچنین تمامی جریان‌های حساس زیست‌محیطی می‌باشد. حتی در شرایطی که در محدوده سطح ۱٪ نهاده قرار گیرند لحاظ می‌شوند.
یکی از حوزه‌هایی که در آن دسترسی به داده‌ها مشکل است، جریان از تکنوکره می‌باشد. تکنوکره را می‌توان به سادگی به عنوان دنیای ساخته دست بشر تعریف نمود. زمین شناسان آن را به عنوان منبع ثانویه تعریف می‌نمایند و این منابع، در تئوری ۱۰۰٪ قابل بازیافت می‌باشند. اگرچه در عمل، هدف اصلی بهره‌کشی است. برای یک LCI، این محصولات تکنوکره (محصولات زنجیره پشتیبان) مواردی هستند که توسط انسان تولید شده‌اند و متأسفانه افرادی پرسشنامه را در رابطه با فرایند تکمیل می‌نمایند که در آن از محصولات ساخته دست بشر به عنوان روشی برای پایان بخشیدن به شرایط استفاده می‌شود نمی‌توانند مشخص کنند که چه مقدار نهاده را استفاده نموده‌اند. معمولاً به داده‌ها در زمینه نهاده‌ها و خروجی‌ها برای فرآوری محصول قبلی دسترسی نداریم. آنچه که در زمینه LCA مطرح می‌شود منابع ثانویه ارائه شده را مورد توجه قرار می‌دهد که این داده‌ها از تحقیقات قبلی حاصل نشده باشند. پایگاه داده‌های ملی برای مجموعه داده‌هایی که با ابزار حرفه‌ای LCA همراه هستند یا می‌توان به سادگی آن را ارزیابی نمود به عنوان منابع معمول برای این اطلاعات به حساب می‌آیند. بذل توجه کافی برای تضمین این مورد ضرورت دارد که منابع ثانویه داده‌ها به شکل مناسبی بتواند شرایط ملی یا منطقه‌ای را پاسخ گوید.

### ارزیابی تأثیر چرخه عمر
آنالیز موجودی با ارزیابی تأثیر ادامه می‌یابد. این مرحله از LCA با هدف ارزیابی امنیت تأثیرات زیست‌محیطی بالقوه بر مبنای نتایج جریان LCA صورت می‌گیرد. ارزیابی تأثیر چرخه عمر کلاسیک، از عناصر اجباری زیر تشکیل شده‌است:
- طبقه‌بندی‌های تأثیر، شاخص‌های طبقه‌بندی و همچنین مدل‌های تعیین ویژگی ها؛
- مرحله طبقه‌بندی، که در آن پارامترهای گوناگون موجودی، رده‌بندی شده و به طبقه‌بندی‌های تأثیر ویژه اختصاص می‌یابد؛
- اندازه‌گیری تأثیر که در آن جریان‌های LCI طبقه‌بندی شده مشخص می‌شوند و از یکی از چندین روش LCI محتمل استفاده می‌شود و در واحدهای برابری معمول لحاظ می‌شود که در ادامه جمع‌بندی می‌شود تا بتوانند طبقه‌بندی تأثیر کلی را ارائه دهند.

در بسیاری از موارد LCA، ویژگی‌ها شامل آنالیز LCIA می‌باشد. همچنین این مورد آخرین مرحله اجباری بر مبنای ایزو ۱۴۰۴۴:۲۰۰۶ می‌باشد. اگرچه به علاوه مراحل LCIA اجباری مطرح شده در قسمت فوق، عناصر انتخابی دیگری نیز وجود دارند که شامل نرمال سازی، گروه‌بندی و همچنین وزن کردن می‌باشد که می‌توان بر مبنای اهداف تحقیق LCA آن‌ها را انجام داد. در فرایند نرمال سازی، نتایج طبقه‌بندی‌های تأثیر از تحقیق معمولاً با کل تأثیرات در منطقه مورد نظر مقایسه می‌شوند که برای مثال می‌تواند آمریکا باشد. گروه‌بندی، از رده‌بندی و احتمالاً رده‌بندی طبقه‌بندی‌های تأثیر تشکیل شده‌است. در طول وزن کردن، تأثیرات زیست‌محیطی متفاوت نسبت به یکدیگر وزن می‌شوند به نحوی که بتوان آن‌ها را برای تعداد مشخصی از تأثیرات زیست‌محیطی کلی جمع‌بندی نمود. ایزو ۱۴۰۴۴:۲۰۰۶، معمولاً در مقابل وزن کردن توصیه‌هایی را ارائه داده و عنوان می‌نماید که وزن کردن را نمی‌توان در تحقیقات LCA مورد استفاده قرار داد و در ارزیابی‌های مقایسه‌ای نسبت به موارد عمومی مطرح کرد. این توصیه اغلب مورد توجه قرار نمی‌گیرد و نتیجه آن، مقایسه‌هایی است که می‌تواند نشان دهنده مقادیر بالایی از موضوعیت در نتیجه وزن کردن باشد.

### تفسیر
تفسیر چرخه عمر به عنوان یک روش سیستماتیک برای تعیین، کمی سازی، بررسی و ارزیابی اطلاعات از نتایج موجودی چرخه عمر و همچنین ارزیابی تأثیر چرخه عمر مطرح است. نتایج حاصل از آنالیز موجودی و ارزیابی تفسیر به‌طور خلاصه در فاز تفسیر ارائه شده‌اند. نتایج فاز تفسیر مجموعه‌ای از نتایج و توصیه‌های گوناگون برای تحقیق را در برمی گیرد. با توجه به ایزو ۱۴۰۴۰:۲۰۰۶، تفسیر می‌تواند شامل موارد زیر باشد:
- تشخیص و تعیین مسائل حائزاهمیت بر مبنای نتایج مراحل LCI و LCIA مربوط به LCA;
- ارزیابی تحقیق در زمینه قابلیت تکمیل، حساسیت و همچنین بررسی ثبات؛
- نتایج، محدودیت‌ها و توصیه‌ها.

یکی از اهداف اصلی و کلیدی تفسیر چرخه عمر، تعیین سطح اطمینان در نتایج نهایی و مرتبط ساختن آن‌ها به شکلی عادلانه، کامل و دقیق می‌باشد. تفسیر نتایج یک LCA به اندازه ۳ بهتر از ۲ ساده نیست، بنابراین، جایگزینی A، بهترین گزینه به حساب می‌آید. تفسیر نتایج یک LCA، با درک و شناخت دقت نتایج آغاز می‌گردد و تضمین می‌کند که اهداف تحقیق را پاسخ می‌گوید. این مورد با تشخیص و تعیین عناصر داده‌ها انجام پذیر است که به‌طور معنی داری با هرکدام از طبقه‌بندی‌های تأثیر ارتباط دارد و در ارزیابی حساسیت این عناصر داده‌های عمده تأثیرگذار بوده و کامل بودن و ثبات تحقیق را ارزیابی می‌نماید و نتایج و توصیه‌هایی را بر مبنای درک آشکار و صریح این مسئله ارائه می‌دهد که چگونه LCA انجام شده و چگونه نتایج مربوط به آن ارائه گردیده و توسعه یافته‌اند.

#### آزمون مرجع
به‌طور ویژه، بهترین جایگزین در این زمینه موردی است که LCA در آن کمترین تأثیرات زیست‌محیطی منفی از گهواره تا گور را بر روی زمین، دریا و هوا بر جای می‌نهد.

## کاربردهای LCA
بر مبنای تحقیق افراد حرفه‌ای در زمینه LCA که در سال ۲۰۰۶ انجام شده‌است، بیشترین کاربرد آن پشتیبانی از استراتژی‌های تجاری و R&D به عنوان نهاده برای تولید یا طراحی فرآوری، در آموزش و همچنین مشخص نمودن یا بیان جنبه‌های تولیدی می‌باشد. LCA به صورت مستمر در ایجاد محیط به عنوان ابزاری تلفیق می‌شود که از آن جمله می‌توان به اصول راهنمای پروژه ساختمانی اروپایی انسلیک یا ساختمان‌ها یا توسعه و اجرا اشاره نمود که می‌تواند برای افراد حرفه‌ای راهنمایی را در زمینه روش‌های اجرای داده‌های LCI در فرایند برنامه‌ریزی و طراحی ارائه نماید.
شرکت‌های بزرگ در سراسر دنیا، LCA را در تحقیقات خانگی یا مأموریتی انجام می‌دهند در حالی که دولت‌ها، از توسعه پایگاه داده‌های ملی پشتیبانی می‌نمایند تا بدین ترتیب از LCA حمایت و پشتیبانی گردد. آنچه که اهمیت ویژه‌ای دارد، کاربرد فزاینده LCA برای برچسب‌های ایزوی نوع ۳ تحت عنوان بیانیه‌های محصول زیست‌محیطی می‌باشد که به صورت داده‌های زیست‌محیطی کمی شده برای یک محصول و طبقه‌بندی‌های از پیش تعیین شده پارامترهای گوناگون بر مبنای سری‌های استاندارد ایزو ۱۴۰۴۰ تعریف گردیده‌است اما در آن‌ها، اطلاعات زیست‌محیطی اضافی حذف نگردیده‌است. این طرف سوم، برچسب‌هایی بر مبنای LCA را تعریف نموده‌است که نشان دهنده مبانی حائز اهمیت بیشتر برای ارزیابی جنبه‌های زیست‌محیطی نسبی محصولات رقابتی می‌باشد. گواهی طرف سوم، نقش بسیار مهمی را در صنایع امروزی ایفا می‌کند. گواهی‌های مستقل نشان دهنده فعالیت‌های شرکت برای تولید محصولات مطلوب تر از نظر زیست‌محیطی و ایمن‌تر برای مصرف‌کنندگان و سازمان‌های غیردولتی می‌باشد.
همچنین LCA نقش‌های عمده‌ای در ارزیابی تأثیرات زیست‌محیطی، مدیریت تلفیقی مواد دفعی و همچنین تحقیقات پیرامون آلودگی‌های ایفا می‌نماید.

## آنالیز داده‌ها
آنالیز چرخه عمر به اندازه داده‌هایی که در آن ارائه می‌گردد معتبر است بدین ترتیب آنچه که ضرورت دارد این است که داده‌های مورد استفاده برای تکمیل آنالیز چرخه عمر دقیق باشند. هنگام مقایسه آنالیزهای چرخه عمر متفاوت با یکدیگر، ضرورت دارد که داده‌های معادل برای هر دو مورد محصولات یا فرایندهای مورد نظر در دسترس و موجود باشند. در شرایطی که یک محصول خاص قابلیت دسترسی بیشتری به داده‌ها داشته باشد تنها نمی‌توان آن را با محصول دیگر مقایسه نمود که داده‌های اجمالی کمتری دارد.
دو مورد از انواع اصلی و پایه داده‌های LCA وجود دارد که شامل داده‌های فرایند واحد و همچنین داده‌های خروجی- ورودی زیست‌محیطی می‌باشد که در آن‌ها مورد دوم بر مبنای داده‌های خروجی- ورودی اقتصادی ملی ارائه شده‌اند. داده‌های فرایند واحد، از تحقیقات مستقیم شرکت‌ها و کارخانجات گوناگونی حاصل می‌شوند که محصولات مورد نظر را تولید می‌نمایند و در سطح فرایند واحد عمل می‌کنند که بر مبنای محدودیت‌های سیستم برای تحقیق ارائه و عنوان گردیده‌است.
اعتبار داده‌ها به عنوان یکی از مسائل حائز اهمیت در نگرانی‌های مرتبط با آنالیز چرخه عمر مطرح است. به دلیل جهانی سازی شدن و سرعت زیاد تحقیقات و توسعه، مواد جدید و روش‌های تولیدی جدید به صورت مستمر به بازار معرفی گردیده و وارد می‌شوند. این مورد سبب می‌شود که استفاده از اطلاعات به‌روز هنگام انجام LCA بسیار مهم و مشکل باشد. در صورتی که نتایج مرتبط با LCA معتبرسازی شود، داده‌ها باید جدید باشند اگرچه فرایند جمع‌آوری داده زمان‌بر است. در صورتی که یک محصول و فرایندهای مرتبط با آن اصلاحات عمده‌ای را از آخرین جمع‌آوری داده‌های مرتبط با LCA تجربه نکرده باشند، اعتبار داده‌ها مشکل ساز نخواهد بود. اگرچه، تجهیزات الکترونیک مصرف‌کنندگان مانند تلفن‌های همراه هر ۹ تا ۱۲ ماه مجدداً طراحی می‌شوند و سبب افزایش نیاز به جمع‌آوری بیشتر داده‌ها خواهد شد.
چرخه عمر مورد نظر معمولاً از تعدادی از مراحل تشکیل شده که شامل موارد زیر می‌باشد: استخراج مواد، فرآوری و تولید، کاربرد محصول و همچنین دفع محصول. در صورتی که مضرترین این مراحل از نظر زیست‌محیطی قابل تشخیص و تعیین باشد، تأثیر بر محیط به شکلی کارآمد با تأکید بر تغییرات صورت گرفته در یک مرحله ویژه کاهش می‌یابد. برای مثال، متمرکزترین مرحله زندگی یک هواپیما یا اتومبیل از نظر انرژی، کاربرد آن به دلیل مصرف سوخت می‌باشد. یکی از کارآمدترین روش‌ها برای افزایش کارایی سوخت، کاهش وزن وسیله نقلیه بوده و بدین ترتیب تولیدکنندگان اتومبیل و هواپیما می‌توانند تأثیرات زیست‌محیطی را به شکلی عمده با جایگزین نمودن مواد سنگین تر و مواد سبک‌تر مانند آلومینیوم یا عناصر تقویت شده فیبر کربنی کاهش دهند. کاهش در مرحله استفاده برای متعادل ساختن مواد خام اضافی هزینه‌های تولیدی حائز اهمیت است.

## انواع

### گهواره تا گور
گهواره تا گور شامل کل ارزیابی چرخه عمر از استخراج منابع (گهواره) تا مرحله استفاده و مرحله دورریز (گور) می‌باشد. برای مثال، درخت کاغذ تولید می‌کند که می‌تواند به صورت سلولز تولیدی کم انرژی (کاغذ فیبری‌ شده) و عایق بازیافت گردد و در ادامه، از آن به عنوان یک وسیله صرفه جویی در مصرف انرژی در ایجاد پوشش سقف خانه به مدت ۴۰ سال استفاده می‌شود و بدین ترتیب ۲۰۰۰ برابر انرژی سوخت فسیلی مورد استفاده در تولید آن صرفه جویی می‌شود. پس از گذشت ۴۰ سال، فیبرهای سلولزی، جایگزین شده و فیبرهای قدیمی دور ریخته شده و احتمالاً آتش زده می‌شوند. تمامی نهاده‌ها و خروجی‌ها، برای تمامی مراحل چرخه عمر مورد توجه قرار می‌گیرند.

### گهواره تا ورودی
گهواره تا ورودی شامل ارزیابی چرخه عمر جزئی محصول از استخراج منبع (گهواره) تا ورودی کارخانه (پیش از جابجایی به مصرف‌کننده) می‌باشد. مرحله کاربرد و مرحله دورریز محصول، در این مورد حذف گردیده‌اند. ارزیابی گهواره تا ورودی، برخی مواقع مبنای بیانیه‌های تولید زیست‌محیطی می‌باشد که تحت عنوان EDP تجارت به تجارت خوانده می‌شود. یکی از کاربردهای حائز اهمیت رویکرد گهواره تا ورودی، هماهنگ سازی موجودی چرخه عمر با استفاده از گهواره تا ورودی می‌باشد. این مورد اجازه می‌دهد تا LCA بتواند تمامی تأثیرات را مشخص نماید و نتیجه آن، منابع خریداری شده توسط تسهیلات خاص می‌باشد. در ادامه آن‌ها می‌توانند مراحلی را لحاظ نمایند که در جابجایی به کارخانه و همچنین فرایندهای تولیدی لحاظ گردیده و به شکل ساده‌تری ارزش‌های گهواره تا ورودی خود را برای محصولات مشخص و تعیین نمایند.

### تولید گهواره تا گهواره یا لوپ بسته
گهواره تا گهواره به عنوان نوع ویژه‌ای از ارزیابی گهواره تا گور مطرح است که در آن، مرحله دفع انتهای عمر برای محصول، شامل فرایند بازیافت می‌باشد. این مورد روشی است که از آن برای به حداقل رسانیدن تأثیرات زیست‌محیطی محصولات با بکارگیری روش‌های تولید، عملکرد و دفع پایدار استفاده شده‌است و هدف آن تلفیق مسئولیت‌های اجتماعی در توسعه محصول می‌باشد. از فرایند بازیافت، محصولات جدید و مشخصی تولید می‌گردند (مانند سنگفرش‌های آسفالت حاصل از سنگفرش‌های آسفالت جداسازی شده، بطری‌های شیشه‌ای و بازار بطری‌های شیشه‌ای جمع‌آوری شده) یا محصولات متفاوت حاصل می‌شود (برای مثال عایق‌های پشم شیشه از بطری‌های شیشه جمع‌آوری شده).
اختصاص محدودیت‌ها برای تولید محصول، در سیستم‌های تولید لوپ باز نشان دهنده چالش‌های عمده‌ای برای LCA می‌باشد. چندین مورد از روش‌های گوناگون، مانند رویکرد محدودیت‌های قابل اجتناب، پیشنهاد شده‌است که می‌تواند با مسائل مرتبط باشد.

### ورودی تا ورودی
ورودی تا ورودی، یک LCA جزئی می‌باشد که تنها به یک فرایند ارزش افزوده در کل زنجیره تولید توجه می‌نماید. واحد ورودی به ورودی را می‌توان در زنجیره تولید مناسب برای ایجاد یک ارزیابی گهواره تا ورودی کامل تلفیق نمود.

### چاه تا چرخ
چاه تا چرخ به عنوان یک LCA ویژه مطرح است که از آن برای جابجایی سوخت و وسایل نقلیه استفاده می‌گردد. این آنالیز اغلب تحت عنوان چاه تا ایستگاه یا چاه تا مخزن و همچنین ایستگاه تا چرخ یا مخزن تا چرخ یا ورودی به چرخ طبقه‌بندی می‌شود. اولین مرحله، که در آن توده ورودی یا تولید سوخت و فرآوری برای سوخت برای انتقال انرژی تلفیق گردیده‌است و تحت عنوان مرحله جریان افزایشی خوانده می‌شود مرحله‌ای است که با عملیات وسیله نقلیه ارتباط دارد و برخی مواقع تحت عنوان مرحله جریان کاهشی خوانده می‌شود. آنالیز چاه تا چرخ، معمولاً برای ارزیابی کل مصرف انرژی مورد استفاده قرار می‌گیرد یا کارایی تبدیل انرژی و همچنین تأثیرات پراکنشی کشتی‌های موجود در دریا، هواپیماها و وسایل نقلیه موتوری را نشان می‌دهد که از آن جمله می‌توان به جای پای کربن و همچنین سوخت مورد استفاده در هرکدام از این حالت‌های حمل و نقل اشاره نمود.
نوع چاه تا چرخ، نهاده معنی دار و عمده یا مدلی را دارا می‌باشد که توسط آزمایشگاه ملی آرگون ایجاد گردیده و توسعه یافته‌است. گازهای گلخانه‌ای، پراکنش منظم و همچنین کاربرد انرژی در جابجایی و حمل و نقل مدل‌هایی هستند که ایجاد گردیده و ارائه شده‌اند تا بدین ترتیب بتوان تأثیرات سوخت‌های جدید و تکنولوژی مرتبط با وسایل نقلیه را ارزیابی و بررسی نمود. این مدل می‌تواند تأثیرات کاربرد سوخت را با استفاده از ارزیابی چاه تا چرخ بررسی نماید در حالی که رویکرد گهواره تا گور مرسوم برای تعیین تأثیرات حاصل از خود وسایل نقلیه در نظر گرفته شده‌است. این مدل، کاربرد انرژی، پراکنش گاز گلخانه‌ای و ۶ مورد از آلاینده‌های دیگر را گزارش می‌دهد و همچنین نشان دهنده ترکیبات ارگانیک فرّار، منوکسید کربن، نیتروژن اکسید، مواد ذره‌ای با اندازه کوچکتر از ۱۰ میکرومتر، مواد ذره‌ای با اندازه کوچکتر از ۲٫۵ میکرومتر و همچنین اکسیدهای گوگرد می‌باشد.

### ارزیابی چرخه عمر اقتصادی ورودی - خروجی
LCA ورودی- خروجی اقتصادی، شامل استفاده از داده‌های سطح بخش تلفیقی در این رابطه است که چگونه اغلب تأثیرات زیست‌محیطی را می‌توان با هرکدام از بخش‌های اقتصاد مرتبط ساخت و هرکدام از بخش‌ها، تا چه حد از بخش دیگر تأثیر می‌پذیرند. چنین آنالیزی را می‌توان برای زنجیره‌های طولانی به حساب آورد (برای مثال، ایجاد و ساخت یک اتومبیل نیازمند انرژی می‌باشد اما تولید انرژی نیازمند وسایل نقلیه بوده و تولید این وسایل نقلیه نیازمند انرژی می‌باشد و …) که برخی مواقع، سبب کاهش مشکلات موجود در فرایند LCA خواهد گردید. اگرچه ایولکا بر میانگین سطح بخش تأکید دارد که ممکن است نمونه‌ای از زیرمجموعه‌های ویژه بخش در ارتباط با یک محصول ویژه باشد و بدین ترتیب برای ارزیابی تأثیرات زیست‌محیطی محصول مفید نخواهد بود. به علاوه، ترجمه کمیت‌های اقتصادی و تأثیرات زیست‌محیطی معتبرسازی نگردیده‌است.

### LCA بر مبنای دیدگاه‌های اکولوژیکی
یک LCA مرسوم، موارد زیادی از رویکردها و استراتژی‌های مشابه با یک اکو LCA استفاده می‌نماید که مورد دوم، محدوده بسیار گسترده‌ای از ارزیابی اکولوژیکی را مطرح نموده‌است. همچنین عنوان شده‌است که می‌تواند راهنمایی را برای مدیریت خردمندانه فعالیت‌های انسانی با درک تأثیرات مستقیم و غیرمستقیم بر روی منابع اکولوژیکی و همچنین اکوسیستم‌های محیطی و اطراف ارائه نماید. اکو LCA که توسط مرکز دانشگاه ایالتی اوهایو ایجاد گردیده، به عنوان روشی مطرح است که به صورت کمی، قوانین و خدمات پشتیبانی را مدنظر قرار می‌دهد که در چرخه عمر تولید کالاها و محصولات اقتصادی لحاظ گردیده‌است. در این رویکرد، خدمات به چهار گروه اصلی طبقه‌بندی می‌شوند که شامل پشتیبان، تنظیم کننده، فراهمی و فرهنگی می‌باشد.

## آنالیز انرژی چرخه عمر
آنالیز انرژی چرخه عمر به عنوان رویکردی مطرح است که در آن تمامی نهاده‌های انرژی برای یک محصول به حساب آمده و تنها نهاده انرژی مستقیم در فرایند تولید به حساب نمی‌آید و بلکه تمامی نهاده‌های انرژی مورد نیاز برای تولید اجزاء، مواد و خدمات مور نیاز برای فرایند تولید مطرح می‌گردد. عبارت قدیمی تر برای این رویکرد، آنالیز انرژی می‌باشد.
با LCFEA، کل انرژی ورودی چرخه عمر مشخص شده‌است.

### تولید انرژی
توصیه می‌شود که انرژی بسیار بیشتری در فرایند تولید کالاهای مرتبط با انرژی از دست می‌رود که از آن جمله می‌توان به انرژی هسته‌ای، الکتریسیته فتوولتائیک یا محصولات نفتی با کیفیت بالا اشاره نمود. محتوای انرژی خالص نشان دهنده محتوای انرژی محصول- ورودی انرژی مورد استفاده در طول استخراج و تبدیل، به صورت مستقیم و غیرمستقیم می‌باشد. یک نتیجه زودهنگام دارای تناقض پیرامون LCEA، عنوان می‌نماید که تولید سلول‌های خورشیدی نیازمند انرژی بیشتری نسبت به آن چیزی است که در کاربرد سلول‌های خورشیدی موجود است. نتیجه مجدداً مورد توجه قرار می‌گیرد. یکی دیگر از مفاهیم جدید که از ارزیابی چرخه عمر حاصل می‌شود، کانیبالیسم انرژی می‌باشد. کانیبالیسم انرژی نشان دهنده تأثیری است که در آن رشد سریع کل صنایع نیازمند انرژی شدید نیازی را برای انرژی فراهم می‌سازند که در آن‌ها از انرژی کارخانجات تولید نیروی موجود استفاده شده‌است. بدین ترتیب، در رشد سریع، صنعت به‌طور کلی، هیچ انرژی را تولید نمی‌نماید زیرا انرژی جدید برای سوخت رسانی انرژی‌های موجود در تجهیزات تولید نیروی آینده لحاظ می‌شود. فعالیت‌های زیاد و تحقیقاتی در انگلستان انجام شده‌اند تا بدین ترتیب بتوان تأثیر انرژی چرخه عمر (همراه با LCI)، بر روی برخی از تکنولوژی‌های قابل تجدید بررسی نمود.

### بازیافت انرژی
در صورتی که مواد، در فرایند دفع سوزانده شوند، انرژی رهاسازی در سوزانیدن مشکلاتی را ایجاد نموده و می‌توان از آن به شکلی مفید به عنوان مثال برای تولید الکتریسیته استفاده کرد. این مورد سبب می‌شود یک منبع انرژی کم تأثیر ایجاد گردد و به ویژه هنگامی مطرح می‌شود که با گاز طبیعی و زغال مقایسه می‌گردد. هنگامی که سوزانیدن پراکنش گاز گلخانه‌ای بیشتری را نسبت به دفن کردن در زمین ایجاد می‌کند، تجهیزات دفعی به خوبی با فیلترها متناسب می‌شوند تا بتوانند این تأثیرات منفی را به حداقل برسانند. تحقیقی که اخیراً انجام شده، مصرف انرژی و پراکنش گازهای گلخانه‌ای از ریختن در سطح زمین (بدون بازیافت انرژی) و در مقابل سوزانیدن (با بازیافت انرژی) مقایسه نموده‌است که نشان می‌دهد سوزانیدن در تمامی موارد اولویت دارد و تنها استثناء در این زمینه زمانی است که گازهای حاصل از زمین برای تولید الکتریسیته بازیافت می‌شوند.

### نقد
نقد LCA تلاش می‌نماید تا آنالیز هزینه‌های مالی را حذف نماید که با دقت با تصمیمات اقتصادی جایگزین شده‌اند که با جریان انرژی ارتباط دارند. همچنین این مبحث عنوان شده‌است که کارایی انرژی تنها موردی است که در تصمیم‌گیری پیرامون مسئله مطرح می‌گردد که کدام فرایند جایگزین مورد استفاده قرار گرفته و نمی‌توان آن را به عنوان تنها معیار تعیین‌کننده قابلیت پذیرش زیست‌محیطی به حساب آورد برای مثال، آنالیز ساده انرژی قابلیت تجدیدپذیری جریان‌های انرژی مسمومیت محصولات دفعی را به حساب نمی‌آورد اگرچه ارزیابی چرخه عمر، می‌تواند به شرکت‌ها کمک کند تا آشنایی بیشتری با ویژگی‌های زیست‌محیطی پیدا کرده و همچنین سبب بهبود سیستم‌های زیست‌محیطی آن‌ها گردد. تلفیق LCA پویای تکنولوژی‌های انرژی قابل تجدید (با استفاده از آنالیز حساسیت برای نشان دادن و پیشرفت‌های آینده موجود در سیستم‌های قابل تجدید و سهم آن‌ها در شبکه نیرو) می‌تواند به کاهش معیار کمک کند.
در سال‌های اخیر، منابع در زمینه ارزیابی چرخه‌های عمر تکنولوژی‌های انرژی، نشان دهنده ارتباط متقابل بین شبکه الکتریسیته موجود و همچنین تکنولوژی انرژی آینده می‌باشد. برخی از مقالات، بر چرخه عمر انرژی تأکید نموده‌اند در حالی که موارد دیگر، بر دی‌اکسید کربن و گازهای گلخانه‌ای دیگر تأکید کرده‌اند. نقد ضروری، برای منابع این است که هنگامی که تکنولوژی انرژی را مدنظر قرار می‌دهیم، طبیعت در حال رشد شبکه نیرو به حساب می‌آید. در صورتی که این مورد مصداق نداشته باشد، یک کلاس مشخصی از تکنولوژی‌های انرژی می‌تواند دی‌اکسید کربن بیشتری را در طول عمر خود نسبت به عوامل جابجایی پراکنده‌سازد.
مسئله‌ای که روش آنالیز انرژی قادر به حل آن نیست، این است که اشکال انرژی متفاوت (حرارت، الکتریسیته، انرژی شیمیایی و …) کیفیت و ارزش متفاوتی را حتی در علوم طبیعی نشان می‌دهد که در نتیجه دو قانون اصلی ترمودینامیک مطرح گردیده‌است. یک معیار ترمودینامیکی کیفیت انرژی اگزرژی می‌باشد. بر مبنای قانون اول ترمودینامیک، تمامی نهاده‌های انرژی باید با وزن برابر در نظر گرفته شوند در حالی که طبق قانون دوم، اشکال متنوع انرژی باید با ارزش متفاوت مورد توجه قرار گیرند.
چالشی که در این زمینه مطرح می‌شود به یکی از طرق زیر حل خواهد شد:
- تعیین تفاوت ارزش بین نهاده انرژی به حساب نمی‌آید،
- نسبت ارزش به صورت اختیاری مشخص می‌شود. (۱ ژول الکتریسیته، ۲٫۶ برابر ارزش بیشتری نسبت به ۱ ژول حرارت یا نهاده سوختی دارد),
- این آنالیز با آنالیز هزینه اقتصادی تکمیل می‌شود (مالی),
- انرژی به جای انرژی می‌تواند برای آنالیز چرخه عمر مورد استفاده قرار گیرد.[۴۲]

## نقد
ارزیابی چرخه عمر به عنوان یک ابزار قدرتمند برای آنالیز و جنبه‌های معمول سیستم‌های قابل کمی سازی به حساب می‌آید. اگرچه نمی‌توان تنها عامل انرژی را به یک تعداد خاص کاهش داد و آن‌ها را در مدل لحاظ نمود. محدودیت‌های مشخص سیستم سبب می‌شود که احتساب برای تغییرات صورت گرفته در سیستم مشکل باشد. این مورد برخی مواقع تحت عنوان انتقاد مرجع از تفکرات سیستم تعریف می‌گردد. دقت و قابلیت دسترسی داده‌ها می‌تواند با بی‌دقتی مرتبط باشد. برای نمونه، داده‌های حاصل از فرایندهای عمومی می‌توانند بر مبنای میانگین، نمونه‌گیری غیرپاسخگو یا نتایج تاریخ مصرف گذشته ارائه گردد. به علاوه، مسائل اجتماعی و کنترل و محصولات، معمولاً برای LCA موجود نیستند. آنالیز چرخه عمر مقایسه‌ای، اغلب مورد استفاده قرار می‌گیرد تا بتواند فرایند بهتر یا محصولات مورد استفاده را مشخص کرده و تعیین نماید. اگرچه به دلیل جنبه‌هایی همانند تفاوت محدوده‌های سیستم، اطلاعات آماری گوناگون، کاربردهای متفاوت محصول و …، این تحقیقات به سادگی می‌توانند یک محصول یا فرایند خاص را نسبت به مورد دیگر در یک تحقیق ترجیح دهند و مورد مخالف آن در تحقیق دیگر معمولاً یک پارامتر متغیر و همچنین داده‌های در دسترس گوناگون متفاوت لحاظ می‌گردد. اصول راهنمایی برای کمک به کاهش چنین چالش‌هایی در این نتیجه مطرح شده‌است اما این روش هنوز هم فضای زیادی برای محقق فراهم می‌سازد تا بدین ترتیب بتواند در چگونگی تولید محصول و چگونگی استفاده معمول از آن تصمیم‌گیری نماید.
یک مرور عمیق بر ۱۳ تحقیق LCA محصولات چوبی و کاغذی کمبود ثبات در روش‌ها و فرضیه‌های گوناگون مورد استفاده برای بررسی کربن در چرخه عمر محصول را نشان داده و مشخص نموده‌است. محدوده خاصی از روش‌ها و فرضیه‌های گوناگون در این زمینه مورد استفاده قرار می‌گیرد که به نتایج متفاوت و به صورت بالقوه متناقضی خواهد انجامید که به ویژه با توجه به ترسیب کربن و همچنین تولید متان در سطح زمین و همچنین با احتساب کربن در رشد جنگل‌ها و کاربردهای محصول مطرح شده و مورد توجه قرار می‌گیرد.

### خط جریان LCA
این فرایند شامل ۳ مرحله می‌باشد. اول یک روش آماده‌سازی می‌تواند انتخاب گردد تا بدین ترتیب بتوان دقت کافی را با محدودیت‌های هزینه قابل قبول تلفیق نمود و تصمیم‌گیری به نحو بهتر و مناسب‌تری انجام پذیرد. در واقع، در فرایند LCA، به علاوه LCAاصلی، غربالگری اکولوژیکی و LCA کامل معمولاً به خوبی مورد توجه قرار می‌گیرد. اگرچه، مورد اول تنها می‌تواند جزئیات محدودی را ارائه دهد و مورد دوم اطلاعات اجمالی تری را ارائه می‌دهد و هزینه بیشتری به همراه دارد. نکته دوم اینکه تک معیار مورد تأکید باید به خوبی انتخاب گردد. خروجی LCA معمول، شامل مصرف منابع، مصرف انرژی، مصرف آب، پراکنش دی‌اکسید کربن، بقایای سمی و مانند آن می‌باشد. یکی از این خروجی‌ها به عنوان عامل اصلی مورد استفاده قرار می‌گیرد تا بدین ترتیب بتوان آن را در LCA جریان اصلی ارزیابی نمود. مصرف انرژی و پراکنش CO2 اغلب به عنوان شاخص‌های عملی به حساب می‌آید. آخرین مورد که در مرحله ۲ انتخاب گردیده به عنوان استاندارد برای ارزیابی مرحله زندگی به صورت جداگانه مطرح شده و نشان دهنده خطرناک‌ترین مرحله می‌باشد. برای مثال، برای یک اتومبیل خانوادگی، مصرف انرژی را می‌توان به عنوان تک عامل مورد تأکید برای ارزیابی هرکدام از مراحل عمر به حساب آورد. نتیجه نشان می‌دهد که مرحله‌ای که نیازمند بیشترین مصرف انرژی یا تابع خانوادگی می‌باشد، مرحله کاربرد و استفاده است.